# Jerzy Ścibor
Jerzy Ścibor, pierwotnie Jerzy Kamiński (ur. 7 maja 1906 w Łodzi, zm. 11 marca 1990 w Londynie) – polski działacz konspiracyjny w okresie II wojny światowej, następnie działacz emigracyjny, minister w Rządzie RP na uchodźstwie.

## Życiorys

### Młodość i II wojna światowa
Maturę zdał eksternistycznie w 1926, w latach 1926-1935 był pracownikiem Elibor SA w Łodzi. Od 1935 studiował geografię na Wydziale Matematyczno-Przyrodniczym Uniwersytetu Poznańskiego. W latach 1938–1939 był kierownikiem Muzeum Morskiego i Kolonialnego w Warszawie, w lipcu 1939 został zastępcą kierownika Instytutu Morskiego i Kolonialnego.
W wojnie obronnej 1939 walczył w stopniu plutonowego w szeregach 39 Dywizji Piechoty, m.in. pod Krasnobrodem i Tomaszowem Lubelskim. Po zakończeniu działań wojennych przedostał się do Poznania, od grudnia 1939 przebywał w Warszawie. Był członkiem SZP i ZWZ. W czerwcu 1940 został szefem komórki legalizacyjnej w Wydziale I Komendy Okręgu Poznańskiego ZWZ. Po dekonspiracji, w październiku 1941 wyjechał z Poznania, następnie został przydzielony do sztabu Obszaru Zachodniego ZWZ, jako oficer do zleceń gen. Tadeusza Komorowskiego. Jednocześnie należał do Obozu Polski Walczącej i redagował pismo Wydziału Wojskowego OPW "Dekada". Od czerwca 1942 do stycznia 1943 kierował Wydziałem Legalizacji Oddziału I Organizacyjnego Komendy Głównej AK. Następnie pracował w Wydziale Piechoty i Wyszkolenia Oddziału III Operacyjnego KG AK. W listopadzie 1943 został awansowany do stopnia podporucznika czasu wojny. Od stycznia 1944 organizował, a następnie kierował Wojskowym Instytutem Wydawniczym.
W czasie powstania warszawskiego, w dniu 5 sierpnia 1944 został zastępcą komendanta kwatery Głównej Komendy Okręgu Warszawskiego AK. 25 września 1944 awansowany do stopnia porucznika czasu wojny, 29 września 1944 mianowany zastępcą szefa wywiadu ofensywnego Oddziału II Okręgu Warszawskiego AK. 30 września 1944 uczestniczył w rozmowach kapitulacyjnych prowadzonych przez płk. Karola Ziemskiego z dowództwem niemieckim.

### Emigracja
Po kapitulacji przebywał do maja 1945 w niewoli niemieckiej. W listopadzie 1945 powrócił potajemnie do Polski, ale w grudniu 1945 przedostał się wraz z żoną do brytyjskiej strefy okupacyjnej w Niemczech. Od tego czasu używał nazwiska "Jerzy Ścibor". W styczniu 1946 został oficerem kontraktowym w Sekcji Prasowej Plutonu Opieki nad Żołnierzami 1 Samodzielnej Brygady Spadochronowej, redagował pismo "Spadochron". 15 lipca 1946 został awansowany do stopnia kapitana. Następnie pracował w Oddziale Stowarzyszenia Polskich Kombatantów "Samopomoc Wojska" przy 1 Dywizji Pancernej.
Od sierpnia 1947 mieszkał w Londynie, do 1954 był działaczem Ligi Niepodległości Polski, członkiem Rady Naczelnej i Głównego Komitetu Wykonawczego tej partii, następnie był prezesem Głównego Komitetu Wykonawczego Konwentu Walki o Niepodległość - ugrupowania "piłsudczyków" popierających prezydenturę Augusta Zaleskiego. W sierpniu 1955 został ministrem spraw wewnętrznych w rządzie Hugona Hankego, pełnił tę funkcję także w trwającym od września 1955 do marca 1957 pierwszym rządzie Antoniego Pająka. Od 1954 był do 1968 był członkiem I, II i III Rady RP, w tym w latach 1954-1963 wiceprzewodniczącym I i II Rady. Od 1955 do 1960 wchodził w skład Komisji Głównej Skarbu Narodowego. W rządzie Aleksandra Zawiszy otrzymał tekę ministra spraw krajowych, podał się do dymisji we wrześniu 1966.

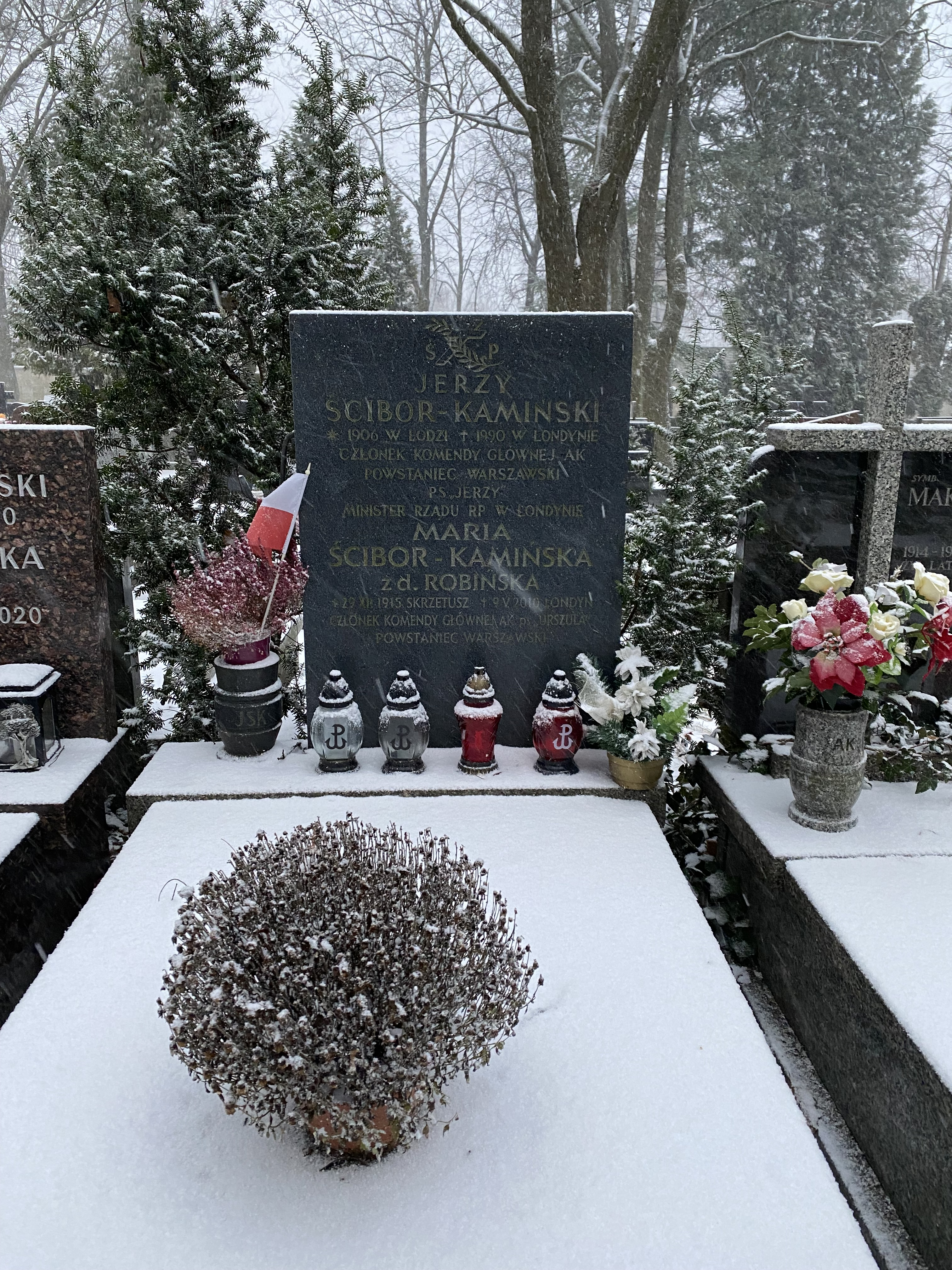
Grób Jerzego Ścibora

Został pochowany na  Cmentarzu Wojskowym na Powązkach (A II/4/21).

## Odznaczenia
- Krzyż Walecznych (czterokrotnie)
- Krzyż Komandorski Orderu Odrodzenia Polski